# Seznam hlav států v roce 2019
V seznamu hlav států v roce 2019 jsou uvedeni nejvyšší představitelé všech nezávislých států, kteří vládli v roce 2019. Seznam je seřazen abecedně podle světadílů. Jsou zde uvedeny nejvyšší hlavy států (prezidenti, králové, atd.) a předsedové vlád (pokud taková funkce existuje), případně i další významné státní funkce (typicky generální guvernér zastupující britskou královnu nebo faktické hlavy států, pokud se liší od nominálních hlav).
V seznamu je uvedeno i několik území se sporným mezinárodním postavením, která jsou de facto nezávislá, de iure jsou ale součástí některého jiného státu.

## Afrika
| Název státu                  | Státní vlajka | Hlava státu | Předseda vlády |
| ---------------------------- | ------------- | --- | --- |
| Alžírsko                     |               | prezident Abdelazíz Buteflika (do 2. 4.) dočasný prezident Abdalkádir Binsaláh (od 2. 4. do 19. 12.) prezident Abdal Madžíd Tabbúni (od 19. 12.)                                             | Ahmed Ujahjá (do 12. 3.) Núreddín Bedúí (od 12. 3. do 19. 12.) Sabri Bukadúm (od 19. 12. do 28. 12., dočasný) Abdal Azíz Džarád (od 28. 12.) |
| Angola                       |               | prezident João Lourenço | João Lourenço |
| Benin                        |               | prezident Patrice Talon | Patrice Talon |
| Botswana                     |               | prezident Mokgweetsi Masisi | Mokgweetsi Masisi |
| Burkina Faso                 |               | prezident Roch Marc Christian Kaboré | Paul Kaba Thieba (do 19. 1.) Christophe Joseph Marie Dabiré (od 24. 1.)                                                                      |
| Burundi                      |               | prezident Pierre Nkurunziza | Pierre Nkurunziza |
| Čad                          |               | prezident Idriss Déby | Idriss Déby |
| DR Kongo                     |               | prezident Joseph Kabila (do 24. 1.) prezident Félix Tshisekedi (od 24. 1.) | Bruno Tshibala (do 7. 9.) Sylvestre Ilunga (od 7. 9.)                                                                                        |
| Džibutsko                    |               | prezident Ismaïl Omar Guelleh | Abdoulkader Kamil Mohamed |
| Egypt                        |               | prezident Abd al-Fattáh as-Sísí | Mustafa Madbúlí |
| Eritrea                      |               | prezident Isaias Afwerki | Isaias Afwerki |
| Etiopie                      |               | prezidentka Sahle-Work Zewdeová | Abiy Ahmed |
| Gabon                        |               | prezident Ali Bongo Ondimba | Emmanuel Issoze-Ngondet (do 12. 1.) Julien Nkoghe Bekale (od 12. 1.)                                                                         |
| Gambie                       |               | prezident Adama Barrow | Adama Barrow |
| Ghana                        |               | prezident Nana Akufo-Addo | Nana Akufo-Addo |
| Guinea                       |               | prezident Alpha Condé | Ibrahima Kassory Fofana |
| Guinea-Bissau                |               | prezident José Mário Vaz dočasný prezident Cipriano Cassamá (od 27. 6. do 29. 6.) | Aristides Gomes (do 29. 10.) Faustino Imbali (od 29. 10.)                                                                                    |
| Jihoafrická republika        |               | prezident Cyril Ramaphosa | Cyril Ramaphosa |
| Jižní Súdán                  |               | prezident Salva Kiir Mayardit | Salva Kiir Mayardit |
| Kamerun                      |               | prezident Paul Biya | Philémon Yang (do 4. 1.) Joseph Ngute (od 4. 1.)                                                                                             |
| Kapverdy                     |               | prezident Jorge Carlos Fonseca | Ulisses Correia e Silva |
| Keňa                         |               | prezident Uhuru Kenyatta | Uhuru Kenyatta |
| Komory                       |               | prezident Azali Assoumani (do 13. 2.) dočasný prezident Moustadrane Abdou (od 13. 2. do 3. 4.) prezident Azali Assoumani (od 3. 4.)                                                          | Azali Assoumani (do 13. 2.) Moustadrane Abdou (od 13. 2. do 3. 4.) Azali Assoumani (od 3. 4.)                                                |
| Lesotho                      |               | král Letsie III. | Tom Thabane |
| Libérie                      |               | prezident George Weah | George Weah |
| Libye                        |               | předseda poslanecké sněmovny Akila Sálih Ísá předseda Prezidentské rady Fáiz Sarrádž | Abdalláh Sání Fáiz Sarrádž (předseda vlády národní jednoty) Omar al-Hassi (předseda vlády Vrchní revoluční rady)                             |
| Madagaskar                   |               | dočasný prezident Rivo Rakotovao (do 19. 1.) prezident Andry Rajoelina (od 19. 1.) | Christian Ntsay |
| Malawi                       |               | prezident Peter Mutharika | Peter Mutharika |
| Mali                         |               | prezident Ibrahim Boubacar Keïta | Soumeylou Boubèye Maïga (do 18. 4.) Boubou Cisse (od 23. 4.)                                                                                 |
| Maroko                       |               | král Mohamed VI. | Saadaddín Usmání |
| Mauricius                    |               | dočasný prezident Barlen Vyapoory (do 26. 11.) dočasný prezident Eddy Balancy (od 26. 11. do 2. 12.) prezident Prithvirajsing Roopun (od 2. 12.)                                             | Pravind Jugnauth |
| Mauritánie                   |               | prezident Mohamed Ould Abdel Aziz (do 1. 8.) prezident Muhammad uld Ghazuání (od 1. 8.) | Mohamed Salem Ould Béchir (do 5. 8.) Ismail Ould Bedda Ould Cheikh Sidiya (od 5. 8.)                                                         |
| Mosambik                     |               | prezident Filipe Nyusi | Carlos Agostinho do Rosário |
| Namibie                      |               | prezident Hage Geingob | Saara Kuugongelwa-Amadhila |
| Niger                        |               | prezident Mahamadou Issoufou | Brigi Rafini |
| Nigérie                      |               | prezident Muhammadu Buhari | Muhammadu Buhari |
| Pobřeží slonoviny            |               | prezident Alassane Ouattara | Amadou Gon Coulibaly |
| Republika Kongo              |               | prezident Denis Sassou-Nguesso | Clément Mouamba |
| Rovníková Guinea             |               | prezident Teodoro Obiang Nguema Mbasogo | Francisco Pascual Obama Asue |
| Rwanda                       |               | prezident Paul Kagame | Edouard Ngirente |
| Senegal                      |               | prezident Macky Sall | Mohamed Dionne (do 14. 5., funkce premiéra zrušena) Macky Sall (od 14. 5.)                                                                   |
| Seychely                     |               | prezident Danny Faure | Danny Faure |
| Sierra Leone                 |               | prezident Julius Maada Bio | David Francis |
| Somálsko                     |               | prezident Mohamed Abdullahi Mohamed | Hassan Ali Khaire |
| Středoafrická republika      |               | prezident Faustin-Archange Touadéra | Simplice Sarandji (do 27. 2.) Firmin Ngrebada (od 27. 2.)                                                                                    |
| Súdán                        |               | prezident Umar al-Bašír (do 11. 4.) předseda Vysoké rady ozbrojených sil Awad Ibn Auf (od 11. 4. do 12. 4.) předseda Vysoké rady ozbrojených sil Abdal Fattáh Abdalrahmán Burhán (od 12. 4.) | Motazz Moussa (do 23. 2.) Mohamed Tahir Ayala (od 23. 2. do 11. 4.) Abdalláh Hamduk (od 21. 8.)                                              |
| Svatý Tomáš a Princův ostrov |               | prezident Evaristo Carvalho | Jorge Bom Jesus |
| Svazijsko                    |               | král Mswati III. | Ambrose Mandvulo Dlamini |
| Tanzanie                     |               | prezident John Magufuli | Kassim Majaliwa |
| Togo                         |               | prezident Faure Gnassingbé | Komi Selom Klassou |
| Tunisko                      |               | prezident Kaíd Sibsí (do 25. 7., zemřel ve funkci) dočasný prezident Muhammad Násir (od 25. 7. do 23. 10.) prezident Kaís Saíd (od 23. 10.)                                                  | Júsuf Šáhid (do 22. 8.) Kamel Morjane (od 22. 8. do 13. 9., dočasný) Júsuf Šáhid (od 13. 9.)                                                 |
| Uganda                       |               | prezident Yoweri Museveni | Ruhakana Rugunda |
| Zambie                       |               | prezident Edgar Lungu | Edgar Lungu |
| Zimbabwe                     |               | prezident Emmerson Mnangagwa | Emmerson Mnangagwa |

## Asie
| Název státu             | Státní vlajka | Hlava státu | Předseda vlády                                                                         |
| ----------------------- | ------------- | --- | -------------------------------------------------------------------------------------- |
| Afghánistán             |               | prezident Ašraf Ghaní | Abdulláh Abdulláh (tzv. výkonný premiér)                                               |
| Arménie                 |               | prezident Armen Sarkisjan | Nikol Pašinjan                                                                         |
| Ázerbájdžán             |               | prezident Ilham Alijev | Novruz Mamedov (do 8. 10.) Ali Asadov (od 8. 10.)                                      |
| Bahrajn                 |               | král Hamad bin Ísá Ál Chalífa | Chalífa ibn Salmán Al Chalífa                                                          |
| Bangladéš               |               | prezident Abdul Hamid | Šajch Hasína Vadžídová                                                                 |
| Bhútán                  |               | král Džigme Khesar Namgjel Wangčhug                                                                                                | Lotay Tshering                                                                         |
| Brunej                  |               | sultán Hassanal Bolkiah | Hassanal Bolkiah                                                                       |
| Čína                    |               | prezident Si Ťin-pching | Li Kche-čchiang                                                                        |
| Filipíny                |               | prezident Rodrigo Duterte | Rodrigo Duterte                                                                        |
| Gruzie                  |               | prezidentka Salome Zurabišviliová                                                                                                  | Mamuka Bachtadze (do 2. 9.) Giorgi Gacharija (od 8. 9.)                                |
| Indie                   |               | prezident Rám Náth Kóvind | Naréndra Módí                                                                          |
| Indonésie               |               | prezident Joko Widodo | Joko Widodo                                                                            |
| Irák                    |               | prezident Barham Sálih | Ádil Abdal Mahdí                                                                       |
| Írán                    |               | duchovní vůdce (faktická hlava státu) Sajjid Alí Chameneí                                                                          | prezident (nominální hlava státu) Hasan Rúhání                                         |
| Izrael                  |               | prezident Re'uven Rivlin | Benjamin Netanjahu                                                                     |
| Japonsko                |               | císař Akihito (do 30. 4.) císař Naruhito (od 1. 5.)                                                                                | Šinzó Abe                                                                              |
| Jemen                   |               | prezident Abd Rabú Mansúr Hádí dočasný předseda Nejvyšší politické rady Mahdi al-Mashat                                            | Main Abd al-Malik Said Abdul Aziz Bin Habtour (předseda vlády Nejvyšší politické rady) |
| Jižní Korea             |               | prezident Mun Če-in | I Nak-jon                                                                              |
| Jordánsko               |               | král Abdalláh II. | Umar Razzáz                                                                            |
| Kambodža                |               | král Norodom Sihamoni | Hun Sen                                                                                |
| Katar                   |               | emír Tamím bin Hamad Ál Thání | Abdalláh bin Násir Chalífa Sání                                                        |
| Kazachstán              |               | prezident Nursultan Nazarbajev (do 20. 3.) prezident Kasym-Žomart Kemeluly Tokajev (od 20. 3.)                                     | Bakytzhan Sagintayev (do 21. 2.) Askar Mamin (od 21. 2.)                               |
| Kuvajt                  |               | emír Sabah al-Ahmad as-Sabah | Džábir Mubárak Hamad Sabah (do 19. 11.) Sabah al-Chálid as-Sabah (od 19. 11.)          |
| Kyrgyzstán              |               | prezident Sooronbaj Žeenbekov | Muhammetkalij Abulgazijev                                                              |
| Laos                    |               | prezident Bunnhang Voračith | Thongloun Sisoulith                                                                    |
| Libanon                 |               | prezident Michel Aoun | Saad Harírí                                                                            |
| Malajsie                |               | sultán Muhammad V. Kelantanský (do 6. 1.) dočasná hlava státu Nazrin šáh z Peraku (od 6. 1. do 31. 1.) sultán Abdullah (od 31. 1.) | Mahathir Mohamad                                                                       |
| Maledivy                |               | prezident Ibráhím Muhammad Sulih                                                                                                   | Ibráhím Muhammad Sulih                                                                 |
| Mongolsko               |               | prezident Chaltmágín Battulga | Uchnaagijn Chürelsüch                                                                  |
| Myanmar                 |               | prezident Win Myin | Aun Schan Su Ťij (státní poradkyně)                                                    |
| Nepál                   |               | prezidentka Bidhjá Déví Bhandáríová                                                                                                | Khadga Prasád Oli                                                                      |
| Omán                    |               | sultán Kábús bin Saíd | Kábús bin Saíd                                                                         |
| Pákistán                |               | prezident Árif Alví | Imran Chán                                                                             |
| Saúdská Arábie          |               | král Salmán bin Abd al-Azíz | Salmán bin Abd al-Azíz                                                                 |
| Severní Korea           |               | nejvyšší vůdce Kim Čong-un | Pak Pong Ju (do 11. 4.) Kim Če-rjong (od 11. 4.)                                       |
| Singapur                |               | prezidentka Halimah Yacobová | Lee Hsien Loong                                                                        |
| Spojené arabské emiráty |               | prezident Chalífa bin Zájid Ál Nahján                                                                                              | Muhammad bin Rášid Ál Maktúm                                                           |
| Srí Lanka               |               | prezident Maithripala Sirisena (do 18. 11.) Gotabaja Radžapaksa (od 18. 11.)                                                       | Ranil Vikremasinghe (do 21. 11.) Mahinda Radžapaksa (od 21. 11.)                       |
| Sýrie                   |               | prezident Bašár al-Asad | Imad Khamis                                                                            |
| Tádžikistán             |               | prezident Emomalii Rachmon | Kokhir Rasulzoda                                                                       |
| Thajsko                 |               | král Ráma X. | Prajutch Čan-Oča (vojenský premiér)                                                    |
| Turecko                 |               | prezident Recep Tayyip Erdoğan | Recep Tayyip Erdoğan                                                                   |
| Turkmenistán            |               | prezident Gurbanguly Berdimuhamedow                                                                                                | Gurbanguly Berdimuhamedow                                                              |
| Uzbekistán              |               | prezident Shavkat Mirziyoyev | Abdulla Aripov                                                                         |
| Vietnam                 |               | prezident Nguyễn Phú Trọng | Nguyễn Xuân Phúc                                                                       |
| Východní Timor          |               | prezident Francisco Guterres | Taur Matan Ruak                                                                        |

## Evropa
| Název státu         | Státní vlajka | Hlava státu | Předseda vlády |
| ------------------- | ------------- | --- | --- |
| Albánie             |               | prezident Ilir Meta | Edi Rama |
| Andorra             |               | Emmanuel Macron (zastupován Patrickem Strzodou) a spolukníže biskup Joan Enric Vives Sicília (zastupován Josepem Mariou Maurim)                                                                 | Antoni Martí Petit (do 16. 5.) Xavier Espot Zamora (od 16. 5.)                                                                                             |
| Belgie              |               | král Filip | Charles Michel (do 27. 10.) Sophie Wilmèsová (od 27. 10.)                                                                                                  |
| Bělorusko           |               | prezident Alexandr Lukašenko | Syarhey Rumas |
| Bosna a Hercegovina |               | předsednictvo: Milorad Dodik (Srb), Željko Komšić (Chorvat), Šefik Džaferović (Bosňák) | Denis Zvizdić (do 23. 12.) Zoran Tegeltija (od 23. 12.) |
| Bulharsko           |               | prezident Rumen Radev | Bojko Borisov |
| Černá Hora          |               | prezident Milo Đukanović | Duško Marković |
| Česko               |               | prezident Miloš Zeman | Andrej Babiš |
| Dánsko              |               | královna Markéta II. | Lars Løkke Rasmussen (do 27. 6.) Mette Frederiksenová (od 27. 6.)                                                                                          |
| Estonsko            |               | prezidentka Kersti Kaljulaidová | Jüri Ratas |
| Finsko              |               | prezident Sauli Niinistö | Juha Sipilä (do 6. 6.) Antti Rinne (od 6. 6. do 10. 12.) Sanna Marinová (od 10. 12.)                                                                       |
| Francie             |               | prezident Emmanuel Macron | Édouard Philippe |
| Chorvatsko          |               | prezidentka Kolinda Grabarová Kitarovičová | Andrej Plenković |
| Irsko               |               | prezident Michael D. Higgins | Leo Varadkar |
| Island              |               | prezident Guðni Thorlacius Jóhannesson | Katrín Jakobsdóttir |
| Itálie              |               | prezident Sergio Mattarella | Giuseppe Conte |
| Kypr                |               | prezident Nikos Anastasiadis | Nikos Anastasiadis |
| Lichtenštejnsko     |               | kníže Hans Adam II. a regent Alois z Lichtenštejna | Adrian Hasler |
| Litva               |               | prezidentka Dalia Grybauskaitė (do 12. 7.) prezident Gitanas Nausėda (od 12. 7.) | Saulius Skvernelis |
| Lotyšsko            |               | prezident Raimonds Vējonis (do 8. 7.) prezident Egils Levits (od 8. 7.) | Māris Kučinskis (do 23. 1.) Arturs Krišjānis Kariņš (od 23. 1.)                                                                                            |
| Lucembursko         |               | velkovévoda Jindřich I. | Xavier Bettel |
| Maďarsko            |               | prezident János Áder | Viktor Orbán |
| Severní Makedonie   |               | prezident Ďorge Ivanov (do 12. 5.) prezident Stevo Pendarovski (od 12. 5.) | Zoran Zaev |
| Malta               |               | prezidentka Marie Louise Coleiro Preca (do 4. 4.) prezident George Vella (od 4. 4.) | Joseph Muscat |
| Moldavsko           |               | prezident Igor Dodon dočasný prezident Pavel Filip (od 9. 6. do 15. 6.) | Pavel Filip (do 14. 6.) Maia Sanduová (od 8. 6. do 14. 11.) Ion Chicu (od 14. 11.)                                                                         |
| Monako              |               | kníže Albert II. | Serge Telle |
| Německo             |               | spolkový prezident Frank-Walter Steinmeier | spolková kancléřka Angela Merkelová |
| Nizozemsko          |               | král Vilém-Alexandr | Mark Rutte |
| Norsko              |               | král Harald V. | Erna Solbergová |
| Polsko              |               | prezident Andrzej Duda | Mateusz Morawiecki |
| Portugalsko         |               | prezident Marcelo Rebelo de Sousa | António Costa |
| Rakousko            |               | spolkový prezident Alexander Van der Bellen | spolkový kancléř Sebastian Kurz (do 28. 5.) dočasný spolkový kancléř Hartwig Löger (od 28. 5. do 3. 6.) spolková kancléřka Brigitte Bierleinová (od 3. 6.) |
| Rumunsko            |               | prezident Klaus Iohannis | Viorica Dancilaová (do 4. 11.) Ludovic Orban (od 4. 11.)                                                                                                   |
| Rusko               |               | prezident Vladimir Putin | Dmitrij Medveděv |
| Řecko               |               | prezident Prokopis Pavlopulos | Alexis Tsipras (do 8. 7.) Kyriakos Mitsotakis (od 8. 7.)                                                                                                   |
| San Marino          |               | kapitáni-regenti Mirko Tomassoni a Luca Santolini (do 1. 4.) kapitáni-regenti Nicola Selva a Michele Muratori (od 1. 4. do 1. 10.) kapitáni-regenti Luca Boschi a Mariella Mularoni (od 1. 10.) | Mirko Tomassoni a Luca Santolini (do 1. 4.) Nicola Selva a Michele Muratori (od 1. 4. do 1. 10.) Luca Boschi a Mariella Mularoni (od 1. 10.)               |
| Slovensko           |               | prezident Andrej Kiska (do 15. 6.) prezidentka Zuzana Čaputová (od 15. 6.) | Peter Pellegrini |
| Slovinsko           |               | prezident Borut Pahor | Marjan Šarec |
| Spojené království  |               | královna Alžběta II. | Theresa Mayová (do 24. 7.) Boris Johnson (od 24. 7.) |
| Srbsko              |               | prezident Aleksandar Vučić | Ana Brnabićová |
| Španělsko           |               | král Filip VI. Španělský | Pedro Sánchez |
| Švédsko             |               | král Karel XVI. Gustav | Stefan Löfven |
| Švýcarsko           |               | prezident Ueli Maurer | Ueli Maurer |
| Ukrajina            |               | prezident Petro Porošenko (do 20. 5.) prezident Volodymyr Zelenskyj (od 20. 5.) | Volodymyr Hrojsman (do 29. 8.) Oleksij Hončaruk (od 29. 8.)                                                                                                |
| Vatikán             |               | papež František | státní sekretář Pietro Parolin předseda governorátu Giuseppe Bertello                                                                                      |

## Severní a střední Amerika
| Název státu               | Státní vlajka | Hlava státu | Předseda vlády                                                                                                 |
| ------------------------- | ------------- | --- | --- |
| Antigua a Barbuda         |               | královna Alžběta II. – generální guvernér Rodney Williams                                                                              | Gaston Browne                                                                                                  |
| Bahamy                    |               | královna Alžběta II. – generální guvernérka Dame Marguerite Pindlingová (do 28. 6.) generální guvernér Sir Cornelius Smith (od 28. 6.) | Hubert Minnis                                                                                                  |
| Barbados                  |               | královna Alžběta II. – generální guvernérka Dame Sandra Masonová                                                                       | Mia Mottleyová                                                                                                 |
| Belize                    |               | královna Alžběta II. – generální guvernér Sir Colville Young                                                                           | Dean Barrow |
| Dominika                  |               | prezident Charles Savarin | Roosevelt Skerrit                                                                                              |
| Dominikánská republika    |               | prezident Danilo Medina | Danilo Medina                                                                                                  |
| Grenada                   |               | královna Alžběta II. – generální guvernérka Dame Cécile La Grenade                                                                     | Keith Mitchell                                                                                                 |
| Guatemala                 |               | prezident Jimmy Morales | Jimmy Morales                                                                                                  |
| Haiti                     |               | prezident Jovenel Moïse | Jean-Henry Céant (do 21. 3.) Jean-Michel Lapin (od 21. 3. do 22. 7., dočasný) Fritz-William Michel (od 22. 7.) |
| Honduras                  |               | prezident Juan Orlando Hernández | Juan Orlando Hernández                                                                                         |
| Jamajka                   |               | královna Alžběta II. – generální guvernér Sir Patrick Allen                                                                            | Andrew Holness                                                                                                 |
| Kanada                    |               | královna Alžběta II. – generální guvernérka Julie Payetteová                                                                           | Justin Trudeau                                                                                                 |
| Kostarika                 |               | pprezident Carlos Alvarado Quesada | Carlos Alvarado Quesada                                                                                        |
| Kuba                      |               | prezident Miguel Díaz-Canel | Miguel Díaz-Canel (do 21. 12.) Manuel Marrero (od 21. 12., funkce premiéra obnovena)                           |
| Mexiko                    |               | prezident Andrés Manuel López Obrador                                                                                                  | Andrés Manuel López Obrador                                                                                    |
| Nikaragua                 |               | prezident Daniel Ortega | Daniel Ortega                                                                                                  |
| Panama                    |               | prezident Juan Carlos Varela (do 1. 7.) prezident Laurentino Cortizo (od 1. 7.)                                                        | Juan Carlos Varela (do 1. 7.) Laurentino Cortizo (od 1. 7.)                                                    |
| Salvador                  |               | prezident Salvador Sánchez Cerén (do 1. 6.) prezident Nayib Bukele (od 1. 6.)                                                          | Salvador Sánchez Cerén (do 1. 6.) Nayib Bukele (od 1. 6.)                                                      |
| Spojené státy americké    |               | prezident Donald Trump | Donald Trump                                                                                                   |
| Svatá Lucie               |               | královna Alžběta II. – generální guvernér Sir Neville Cenac                                                                            | Allen Chastanet                                                                                                |
| Svatý Kryštof a Nevis     |               | královna Alžběta II. – generální guvernér Sir Samuel Weymouth Tapley Seaton                                                            | Timothy Harris                                                                                                 |
| Svatý Vincenc a Grenadiny |               | královna Alžběta II. – generální guvernér Sir Frederick Ballantyne (do 1. 8.) generální guvernérka Susan Dougan (od 1. 8.)             | Ralph Gonsalves                                                                                                |
| Trinidad a Tobago         |               | prezidentka Paula-Mae Weekesová | Keith Rowley                                                                                                   |

## Jižní Amerika
| Název státu | Státní vlajka | Hlava státu                                                                         | Předseda vlády                                                                                    |
| ----------- | ------------- | ----------------------------------------------------------------------------------- | ------------------------------------------------------------------------------------------------- |
| Argentina   |               | prezident Mauricio Macri (do 10. 12.) prezident Albert Fernández (od 10. 12.)       | Mauricio Macri (do 10. 12.) Albert Fernández (od 10. 12.)                                         |
| Bolívie     |               | prezident Evo Morales (do 10. 11.) dočasná prezidentka Jeanine Áñezová (od 12. 11.) | Evo Morales (do 10. 11.) Jeanine Áñezová (od 12. 11.)                                             |
| Brazílie    |               | prezident Jair Bolsonaro                                                            | Jair Bolsonaro                                                                                    |
| Ekvádor     |               | prezident Lenín Moreno                                                              | Lenín Moreno                                                                                      |
| Guyana      |               | prezident David Granger                                                             | Moses Nagamootoo                                                                                  |
| Chile       |               | prezident Sebastián Piñera                                                          | Sebastián Piñera                                                                                  |
| Kolumbie    |               | prezident Iván Duque                                                                | Iván Duque                                                                                        |
| Paraguay    |               | prezident Mario Abdo Benítez                                                        | Mario Abdo Benítez                                                                                |
| Peru        |               | prezident Martín Vizcarra dočasná prezidentka Mercedes Aráoz (od 30. 9. do 1. 10.)  | César Villanueva (do 8. 3.) Salvador del Solar (od 11. 3. do 30. 9.) Vicente Zeballos (od 30. 9.) |
| Surinam     |               | prezident Dési Bouterse                                                             | Dési Bouterse                                                                                     |
| Uruguay     |               | prezident Tabaré Vázquez                                                            | Tabaré Vázquez                                                                                    |
| Venezuela   |               | prezident Nicolás Maduro dočasný prezident Juan Guaidó (od 23. 1.)                  | Nicolás Maduro Juan Guaidó (od 23. 1.)                                                            |

## Oceánie
| Název státu                  | Státní vlajka | Hlava státu | Předseda vlády                                                                                                |
| ---------------------------- | ------------- | --- | --- |
| Austrálie                    |               | královna Alžběta II. – generální guvernér Sir Peter Cosgrove (do 1. 7.) generální guvernér David Hurley (od 1. 7.)                            | Scott Morrison                                                                                                |
| Federativní státy Mikronésie |               | prezident Peter Christian (do 11. 5.) prezident David Panuelo (od 11. 5.)                                                                     | Peter Christian (do 11. 5.) David Panuelo (od 11. 5.)                                                         |
| Fidži                        |               | prezident Jioji Konrote | Frank Bainimarama                                                                                             |
| Kiribati                     |               | prezident Taneti Maamau | Taneti Maamau                                                                                                 |
| Marshallovy ostrovy          |               | prezidentka Hilda Heineová | Hilda Heineová                                                                                                |
| Nauru                        |               | prezident Baron Waqa (do 27. 8.) prezident Lionel Aingimea (od 27. 8.)                                                                        | Baron Waqa (do 27. 8.) Lionel Aingimea (od 27. 8.)                                                            |
| Nový Zéland                  |               | královna Alžběta II. – generální guvernérka Dame Patsy Reddyová                                                                               | Jacinda Ardernová                                                                                             |
| Palau                        |               | prezident Tommy Remengesau | Tommy Remengesau                                                                                              |
| Papua Nová Guinea            |               | královna Alžběta II. – generální guvernér Bob Dadae                                                                                           | Peter O'Neill (do 29. 5.) James Marape (od 30. 5.)                                                            |
| Samoa                        |               | náčelník Va'aletoa Sualauvi II. | Tuilaepa Aiono Sailele Malielegaoi                                                                            |
| Šalomounovy ostrovy          |               | královna Alžběta II. – generální guvernér Frank Kabui (do 7. 7.) generální guvernér David Vunagi (od 7. 7.)                                   | Rick Hou (do 24. 4.) Manasseh Sogavare (od 24. 4.)                                                            |
| Tonga                        |               | král Tupou VI. | ʻAkilisi Pōhiva (do 12. 9., zemřel) Semisi Sika (od 12. 9. do 8. 10., dočasný) Pōhiva Tuʻiʻonetoa (od 8. 10.) |
| Tuvalu                       |               | královna Alžběta II. – generální guvernér Iakoba Taeia Italeli (do 22. 8.) generální guvernérka Teniku Talesi Honolulu (od 22. 8., úřadující) | Enele Sopoaga (do 19. 9.) Kausea Natano (od 19. 9.)                                                           |
| Vanuatu                      |               | prezident Tallis Obed Moses | Charlot Salwai                                                                                                |

## Státy se sporným mezinárodním uznáním
| Název státu      | Státní vlajka | Hlava státu                | Předseda vlády                                         |
| ---------------- | ------------- | -------------------------- | ------------------------------------------------------ |
| Abcházie         |               | prezident Raul Chadžimba   | Valerij Bganba                                         |
| Jižní Osetie     |               | prezident Anatolij Bibilov | Domenty Kulumbegov                                     |
| Kosovo           |               | prezident Hashim Thaçi     | Ramuš Haradinaj                                        |
| Náhorní Karabach |               | prezident Bako Sahakyan    | Arayik Harutyunyan                                     |
| Severní Kypr     |               | prezident Mustafa Akinci   | Tufan Erhürman (do 22. 5.) Ersin Tatar (od 22. 5.)     |
| Palestina        |               | prezident Mahmúd Abbás     | Rami Hamdalláh (do 14. 4.) Muhammad Ištaja (od 14. 4.) |
| Tchaj-wan        |               | prezidentka Cchaj Jing-wen | Laj Čching-te (do 14. 1.) Su Čen-čchang (od 14. 1.)    |
| Západní Sahara   |               | prezident Brahim Ghali     | Mohamed Wali Akeik                                     |